# حمید دستمالچی
حمیدرضا دستمالچی، معروف به حمید دستمالچی (به انگلیسی: Hamid Dastmalchi)، (زادهٔ ۱۹۵۲ در سن دیگو، کالیفرنیا) بازیکن پوکر اهل ایران مقیم ایالات متحدهٔ آمریکا است.